# Johnny Speight
Johnny Speight (Canning Town (Londen), 2 juni 1920 - Chorleywood, 5 juli 1998) was een Engels schrijver van tv-comedy's, waarvan er ook een aantal, in al dan niet bewerkte en vertaalde vorm, in Nederland zijn uitgezonden. 
Enige van de stukken en televisieseries die Speight schreef, waren: 
- The Dickie Valentine Show (1956)
- That's Life, Says Max Wall (1957)
- The Arthur Haynes Show (1957)
- The Cyril Fletcher Show (1959)
- Ladies and Gentle-Men (1960)
- That Was the Week That Was (1962) (hierop was de Nederlandse tv-productie Zo is het toevallig ook nog eens een keer gebaseerd)
- The Graham Stark Show (1964)
- Till Death Us Do Part (1965) (deze serie werd in 1969 in bewerkte vorm in Nederland uitgezonden als Tot de dood ons scheidt, met onder andere Trudy Labij en Wim Zomer)
- All in the Family (1971) (de bekende tv-comedyserie met Archie Bunker)
- For Richer...For Poorer (1975)
- The Mike Reid Show (1976)
- Till Death... (1981)
- The Lady Is A Tramp (1983)
- In Sickness And In Health (1985; in Nederland: In voor- en tegenspoed, met Rijk de Gooyer)

- Bibliothèque nationale de France: cb16566758s (data)
- Gemeinsame Normdatei: 1071834584
- International Standard Name Identifier: 0000 0001 0970 4678
- Library of Congress Control Number: n50021254
- Nationale Bibliotheek van Israël: 987007429582205171
- Nederlandse Thesaurus van Auteursnamen: 073717444
- SNAC: w6bq58vk
- Système universitaire de documentation: 144908107
- Virtual International Authority File: 50467380
- WorldCat: E39PBJbCM364gQKWgQtgbxpMfq